# Daouda Sow
Daouda Sow (Roubaix, 19 gennaio 1983) è un pugile francese.

## Palmarès
- Giochi olimpici

Pechino 2008: argento nei pesi leggeri.